# Beethoven's Treasure Tail
Beethoven's Treasure Tail is een Amerikaanse familiefilm uit 2014 die geregisseerd is door Ron Oliver.  Het is de 8ste Beethoven-film.  In de film spelen Jonathan Silverman en Kristy Swanson.

## Verhaal
Eddie's zoon Billie studeert inmiddels op een universiteit. Hun hond Beethoven is hierdoor wat depressief waardoor hij zijn stunts op de filmset niet doet. Hierdoor wordt Beethoven ontslagen uit die film. Hij vertrekt vervolgens op een lange reis naar hun huis aan de andere kant van het land met zijn baasje en trainer Eddie. Ze belanden in een kuststadje genaamd O'Malley's Cove waar Beethoven bevriend geraakt met een jongetje genaamd Sam op zoek naar een schat. Het jongetje woont alleen met zijn moeder en grootmoeder. Ze zijn de afstammelingen van de piraat die de schat daar begraven heeft. Eddie begint een relatie te krijgen met de moeder Anne. Ondertussen is er ook een rijke Duitser die er alles wil opkopen. Sam gaat samen met Beethoven op zoek naar de schat om het stadje te redden. Later blijkt de grootmoeder haar sjaal een kaart te zijn naar de schat. Sam en Beethoven vinden de schat, maar de rijke Duitser pikt het in. Ondertussen zitten Eddie en Sams moeder ook achter Sam en Beethoven aan. Beethoven redt uiteindelijk de schat en Sam. Uiteindelijk blijkt de rijke Duitser een identiteitsdief te zijn die niet eens Duits is. Sam, Anne en Eddie besluiten om de schat te schenken aan het hele stadje. Eddie en Beethoven besluiten om te blijven. Beethoven en Eddie maken nu met hulp van het stadje zelf hun piratenfilms om O'Malley's Cove bekend te maken.

## Rolverdeling
- Jonathan Silverman als Eddie
- Kristy Swanson als Anne Parker(moeder van Sam)
- Jeffrey Combs als Howard Belch(identiteitsdief van Fritz Bruchschnauser)
- Bretton Manley als Sam Parker
- Morgan Fairchild als Charlene(filmproducent die Beethoven ontslaat)
- Alec Mapa als Simon(sidekick van Howard)
- Jayne Eastwood als Grace O'Malley(moeder van Anne Parker)
- David DeLuise als Phil